# Lykovrysi-Pefki
Lykovrysi-Pefki (in greco Λυκόβρυση-Πεύκη?) è un comune della Grecia situato nella periferia dell'Attica (unità periferica di Atene Settentrionale) con 29.320 abitanti secondo i dati del censimento 2001.
È stato istituito a seguito della riforma amministrativa detta piano Kallikratis in vigore dal gennaio 2011 che ha abolito le prefetture e accorpato numerosi comuni.